# 人民宫 (叙利亚)

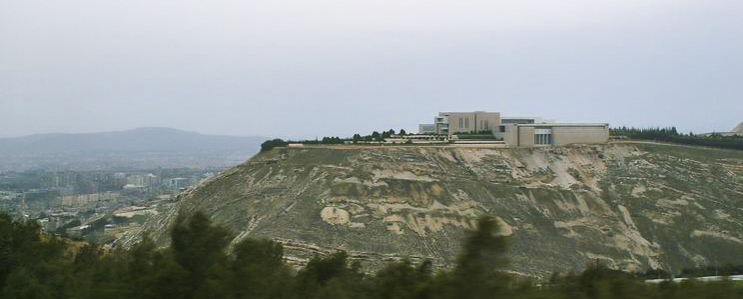
人民宮

人民宫（阿拉伯语：‎）是原叙利亚总统的總統官邸，位于大马士革西部的梅泽赫以北，主体建筑面积31500平方米，总面积510000平方米。该建筑由日本设计师丹下健三和波兰人沃伊切赫·扎布沃茨基设计。其他建筑还包括一座总统私家医院和叙利亚共和国卫队总部。人民宫于1985年开始建设，1990年建成。2024年12月8日，人民宫被叙利亚反对派武装占领。